# راتیسزل
راتیسزل (به آلمانی: Rattiszell) یک شهر در آلمان است که در بایرن واقع شده‌است.

## خصوصیات
راتیسزل ۲۲٫۱۶ کیلومترمربع مساحت دارد ۳۶۳ متر بالاتر از سطح دریا واقع شده‌است.